# Château Neercanne
Château Neercanne är ett slott i Nederländerna.   Det ligger i Maastricht.
Omgivningarna runt Château Neercanne är en mosaik av jordbruksmark och naturlig växtlighet.